# Gohar Dashti
Gohar Dashti (en persan : گوهر دشتی), née en 1980 à Ahvaz, est une photographe et vidéaste iranienne qui vit et travaille à Téhéran. Le thème dominant de son travail est son pays natal, sa topographie et son histoire de violence.

## Biographie

### Jeunesse et éducation
Née en 1980 en Iran, Dashti a grandi à Ahvaz, près de la frontière Iran-Irak. Malgré la guerre Iran-Irak, la famille de Dashti a décidé de rester. À de nombreuses reprises, elle et sa famille montaient sur le toit lors d'une pause dans les combats pour récupérer les balles tirées et couraient constamment le risque d'être bombardés. Ses expériences durant son enfance et sa culture ont fortement influencé le travail qu'elle crée en tant qu'artiste,.

### Carrière
Son travail a voyagé à l'échelle internationale et elle a fait l'objet de nombreuses expositions personnelles. Elle a étudié la photographie à l'Université de Téhéran et a obtenu une maîtrise en 2005. Au cours de ses études et tout au long de sa vie, elle a constaté l’impact de la guerre Iran-Irak sur son pays. Les travaux antérieurs de Dashti examinent les effets durables de la guerre sur la population et le pays. En ce sens, elle est considérée comme une photographe de conflit, mais son travail contraste avec le photojournalisme austère qui est souvent produit pour représenter l'effet de la guerre sur un pays et sa population. En 2017, sa pratique évolue légèrement. Dashti a commencé à enquêter sur le monde naturel. Bien que le sujet diffère de ses travaux antérieurs, sa pratique est toujours enracinée dans son pays, sa culture et ses expériences au sein de ceux-ci.

## Travaux photographiques

### La vie et la guerre d'aujourd'hui(2008)
L'œuvre la plus ancienne et la plus connue de Dashti est La vie et la guerre d'aujourd'hui, qui a été présentée dans plusieurs expositions telles que Celle qui raconte une histoire : Femmes photographes d'Iran et du monde arabe et Subtehran : Vérité subjective d'Iran. Dans ce travail, Dashti offre une nouvelle perspective sur la guerre Iran-Irak du point de vue d'une Iranienne et sur la manière dont la vie des civils a été affectée par la guerre. Les photographies ne se limitent pas à la violence et, de ce fait, elles défient la masse dominante d'images qui décrivent l'Iran comme un pays déchiré par la guerre. Le travail de Dashti est souvent considéré comme un nouveau type de style documentaire, qui brise les normes et propose une histoire avec laquelle le spectateur peut sympathiser.
Cette œuvre comprend des mises en scène très stylisées qui présentent un couple, un homme et une femme, accomplissant des tâches quotidiennes ou une célébration, mais placés parmi les débris de la guerre. Sur une image, le couple est assis dans une voiture rouillée et en panne, vêtus de leurs tenues de mariage, avec les lumières des véhicules militaires en arrière-plan. Cela montre à quel point les individus sont obligés de mettre leur vie sur pause en temps de guerre. Dashti explique que ce travail montre comment la guerre « imprègne tous les aspects de la société contemporaine ». Brouillant la frontière entre fiction et réalité, elle tire ces scènes d'histoires sur l'Iran et ses propres expériences. Même si les qualités surréalistes de l'œuvre peuvent d'abord présenter au spectateur une scène fantaisiste, elles sont rapidement influencées par la lutte et la détermination de l'œuvre qui, à leur tour, rationalisent les images. Les thèmes des frontières et des limites sont évidents dans cette œuvre et découlent de sa vie à Ahvaz, car c'est une communauté frontalière et elle a été contrainte d'être proche du conflit, soumise aux bombardements presque quotidiennement. Dashti examine les impacts de la guerre sur la vie des gens, y compris au niveau émotionnel et le fardeau psychologique qui en résulte. Ce travail offre une perspective alternative à celle du photojournalisme traditionnel iranien, et Dashti souhaite que les images soient pertinentes et offrant une perspective influente qui touche des personnes qui n'ont pas connu ce type d'adversité.

### Iran, Sans titre(2013) etApatride(2014)
Comme ses travaux précédents, ces photographies s’inscrivent également dans des conversations sur la façon dont la guerre affecte les gens, et élargit sa portée à des populations plus larges et sur la manière dont la guerre a affecté l’Iran dans son ensemble. Bien que shootées à des moments différents, elles traitent de concepts similaires. Les photographies sont mises en scène et Dashti ne fait aucun effort pour le cacher en utilisant des tendances surréalistes dans son travail ou en utilisant des accessoires, notamment un matelas, un toboggan ou une baignoire dans des paysages désertiques. Les contradictions entre action et pause reflètent la société moderne dans laquelle Dashti habite et le fait que la société iranienne n’a pas trouvé un équilibre. Ce sens de l'action s'accompagne également d'idées de lieu. Dashti montre clairement que le désert représenté dans ces images n'est pas un espace vide et que l'Iran ne l'est pas non plus.

#### Maison(2017)
Cette série examine comment la nature pénètre dans les maisons abandonnées d'Iran, à la fois symboliquement et physiquement. Dashti commente la relation entre la nature et les humains et la façon dont ils se croisent dans les espaces habités. Les espaces représentés sur ces photographies numériques étaient autrefois habités par des citoyens qui ont quitté le pays et toutes les preuves de la vie qu'ils y ont vécue sont enterrées. Les images représentent la prise de contrôle des infrastructures par les plantes et, comme la plupart de ses autres œuvres, elles sont mises en scène. Dashti souhaite que le spectateur réfléchisse à la manière dont les humains interagissent avec la nature et reconnaisse la force dont elle dispose. A travers ses observations des terres vidées par la guerre en Iran, elle a voulu mettre en lumière la ténacité de la nature après avoir vu une fougère pousser dans les fissures d'une de ces maisons. Dashti a commenté en disant : « Elle avait le pouvoir de rester là. Laissée seule, elle finirait par consumer et conquérir leur maison ». L'œuvre combine « le personnel, le politique et le botanique » et montre comment les gens peuvent aller et venir, mais la terre que les humains habitent sera toujours là, évoluant à mesure que les humains interagissent avec elle de diverses manières.
En créant cette œuvre, elle s’est demandé pourquoi ses parents avaient choisi de ne pas fuir l’Iran pendant la guerre. En interrogeant son père, sa réponse fut le souci de protéger ses proches. Il voulait que la famille reste unie et grâce à cela, les familles comme la sienne qui sont restées ont pu aider à restaurer la communauté après la fin de la guerre. Cette série reflète l'histoire des familles iraniennes pendant la guerre et ses impacts physiques.

#### Nature morte(2017)
Dashti a utilisé des techniques de photographie sans appareil photo telles que les cyanotypes et les photogrammes pour créer des images végétales dans ce travail. Contrairement à la plupart de ses œuvres, elle s'oriente fortement vers l'abstraction dans Nature morte et se rapproche de son sujet organique. En composant des plantes souvent en désordre, elle souhaite que le spectateur soit intrigué par les images et remarque leur étrangeté du fait que les plantes sont décontextualisées. Grâce au cadrage serré, le spectateur peut examiner la manière dont Dashti a manipulé le sujet. Les images mettent en valeur les textures de la matière végétale et révèlent leur nature et leurs motifs répétitifs. Ecrasant et brisant souvent le matériau avant de le photographier, Dashti commente la beauté du monde naturel tout en reconnaissant les effets néfastes que les humains peuvent avoir sur lui. Même si les images originales sont prises sur le tas, elle modifie davantage les tirages en les agrandissant et en les reproduisant numériquement, ce qui ajoute à la relation mécanique et organique dans l'œuvre.

#### Extraterrestre(2017)
Prenant une tournure légèrement différente à ses travaux précédents, Dashti a utilisé un appareil photo instantané pour produire des œuvres représentant les forêts du New Hampshire. Contrairement à la plupart des photographies de paysages, ce travail embrasse les imperfections du médium. Ils sont de petite taille avec une bordure décalée, faisant référence au format Polaroid. En plaçant une plaque de verre sur chaque image, le flash de l'appareil photo de Dashti est enregistré. En ajoutant cet élément, Dashti se place elle-même, et le spectateur, dans une position éloignée du sujet et produit un effet voyeuriste. Ce faisant, elle montre également qu’elle est une visiteuse du décor. Pour la première fois, le paysage iranien est retiré de son sujet et séparé de sa patrie. Les espaces naturellement éclairés s'opposent au flash artificiel dans chaque scène, signifiant peut-être le sentiment de déplacement qu'éprouve Dashti en se trouvant dans un lieu étranger. La combinaison de la lumière, du sujet et du support crée une qualité inhabituelle des images et Dashti souhaite que les photographies placent le spectateur dans un état d'instabilité.